# 鯖江市中央中学校
鯖江市中央中学校（さばえし ちゅうおうちゅうがっこう）は、福井県鯖江市三六町にある市立中学校。

## 沿革
- 1947年（昭和22年）5月1日 - 福井師範学校付属中学校及び今立郡神明中学校として創立。
- 1948年（昭和23年）4月1日 - 今立郡神明町、丹生郡立待村、同吉川村学校組合立中央中学校と改称。
- 1949年（昭和24年）3月14日 - 福井師範官舎より出火、中学校を全焼。
- 1953年（昭和28年）3月31日 - 福井大学学芸学部福井移転により付属中学校併設を解く。
- 1955年（昭和30年） - 市政実施により鯖江市中央中学校と改称。
- 1977年（昭和52年）8月24日 - 新校舎第一期工事完了（鉄筋4階建て）
- 1978年（昭和53年）11月6日 - 新校舎第二期工事完了（鉄筋4階建て）
- 1979年（昭和54年）8月15日 - 新校舎第三期工事完了（鉄筋4階建て）
- 1981年（昭和56年）5月20日 - 体育館完成
- 1982年（昭和57年）3月20日 - プール完成
- 1991年（平成3年）
  - 3月29日 - 武道館完成（鉄筋2階建て）
  - 3月30日 - パソコン室完成（パソコン21台）
- 1999年（平成11年）4月1日 - パソコン室を2階へ移動、新型パソコン入れ替え。
- 2013年（平成25年）12月27日 - 北校舎普通教室エアコン設置および耐震工事完了。
- 2014年（平成26年）10月31日 - 南校舎普通教室エアコン設置および耐震工事完了。西校舎耐震工事完了。

## 教育方針
- 校訓　赤土の子　正しく・強く・美しく

## 進学前小学校
- 鯖江市神明小学校（一部例外あり）[1]
- 鯖江市立待小学校（一部例外あり）[1]
- 鯖江市鳥羽小学校（一部例外あり）[1]
- 鯖江市中河小学校（一部例外あり）[1]
- 鯖江市吉川小学校[1]

## 周辺施設
- 福井鉄道福武線 神明駅
- 兜山古墳
- 陸上自衛隊 鯖江駐屯地
- 文化の館
- 三六公園

## 交通
- 福井鉄道福武線 神明駅より 416m[2]
- 福井鉄道福武線 水落駅より 900m
- 北陸本線 北鯖江駅より 2,4km
- 北陸本線 鯖江駅より 3,6km

## 著名な卒業生
- 石川真介（推理作家）
- 藤田晋（株式会社サイバーエージェント代表取締役社長）
- 竹内朋康（ミュージシャン）
- レキシ（ミュージシャン）
- 堀内くみ子（フリーアナウンサー）
- 天谷宗一郎（元プロ野球選手）
- 笠島尚樹（プロ野球選手）
- 宮田笙子（体操選手）※京都府亀岡市立亀岡中学校より転入
- 坂川陽香（アイドル、AKB48チーム4のメンバー）